# مورگان استنلی اسمیت بارنی
مورگان استنلی اسمیت بارنی (به انگلیسی: Morgan Stanley Smith Barney) شرکت خدمات مالی آمریکایی است، که در زمینه ارائه خدمات کارگزاری بورس، مدیریت دارایی و بانکداری سرمایه‌گذاری فعالیت می‌کند.
شرکت مورگان استنلی اسمیت بارنی در سال ۲۰۰۹ از مشارکت شرکت مورگان استنلی با گروه بانکداری سیتی‌گروپ تأسیس شد، که در پی آن مالکیت ۵۱٪ از سهام شرکت اسمیت بارنی از سوی سیتی‌گروپ به مورگان استنلی واگذار گردید. دفتر مرکزی این شرکت در شهر نیویورک، ایالات متحده آمریکا قرار دارد.